# Lilla Älvgången
Lilla Älvgången este o arie protejată (arie specială de conservare — SAC, sit de importanță comunitară — SCI) din Suedia întinsă pe o suprafață de 63 ha, integral pe uscat.

## Localizare
Centrul sitului Lilla Älvgången este situat la coordonatele 60°16′36″N 16°01′33″E / 60.2766°N 16.0258°E.

## Înființare
Situl Lilla Älvgången a fost declarat sit de importanță comunitară în ianuarie 1998 pentru a proteja un număr necunoscut de specii din flora spontană și fauna sălbatică aflate în arealul zonei. Situl a fost protejat și ca arie specială de conservare în martie 2011.

## Biodiversitate
Situată în ecoregiunea boreală, aria protejată conține 2 habitate naturale: Pajiști aluvionare boreale nordice, Cursuri de apă de la nivel de câmpie la nivel montan, cu vegetație Ranunculion fluitantis și Callitricho-Batrachion.
La baza desemnării sitului se află un număr nedeclarat de specii protejate.